# Полтавська ВЕС
Полтавська вітрова електростанція — вітрова електростанція в Україні, яка будується компанією «ДТЕК ВДЕ». Запланована проєктна потужність 650 МВт, орієнтовна вартість будівництва $976 млн.

## Історія
3 травня 2024 року компанія «ДТЕК ВДЕ» пройшла необхідні процедури з погодження та затвердження містобудівної документації на місцевому рівні для продовження реалізації проєкту Полтавської ВЕС. 21 червня 2024 року було отримано технічні умови на підключення 650 МВт потужностей до енергосистеми України.
Енергохолдинг ДТЕК має намір до жовтня 2025 року вивести проєкт будівництва Полтавської вітрової електростанції (ВЕС) потужністю 650 МВт на стадію готовності до початку будівництва (RTB). Також компанія планує створити інвестиційний консорціум для реалізації цього проєкту. 